# Potrace
Potrace是一套開放源碼、跨平台的電腦程式，用於將點陣圖形轉換為向量圖形，並與Inkscape相結合，使Inkscape也能執行將點陣圖形轉換為向量圖形的動作。